# تفاح (رمزية)

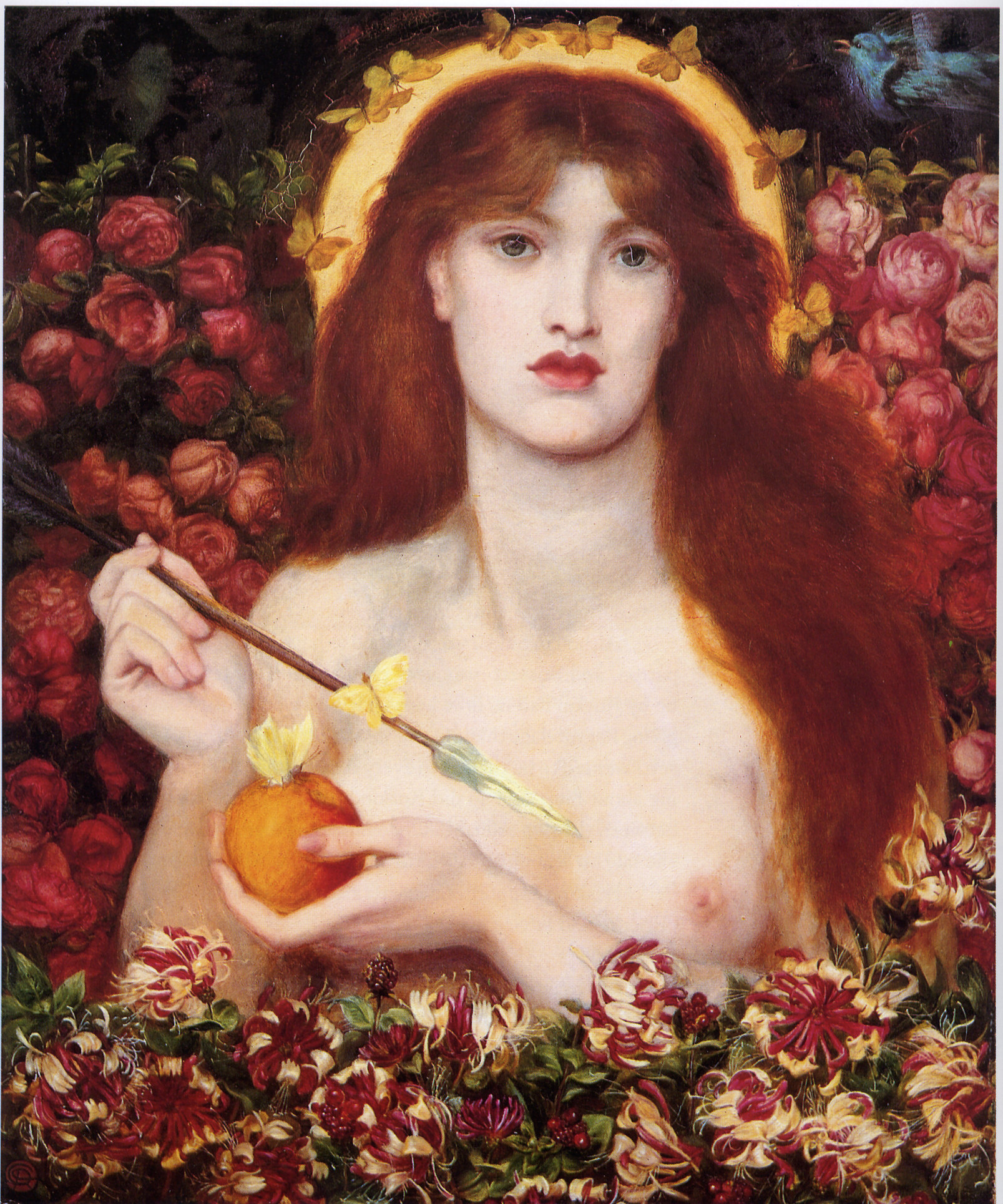
فينوس فيرتيكورديا - دانتي غابرييل روسيتي - 1866

شجرة التفاح (بالإنجليزية: Apple Tree) شجرة فاكهة شائعة في أساطير العالم، والتراث الشعبي، وهي ترمز إلى الخصب والحب، ففي التراث الشعبي المسيحي كثيرا ما يقال إن الشجرة التي أكل منها آدم وحواء كانت شجرة تفاح، رغم أن نوع الشجرة لم يرد في سفر التكوين. ويذهب توماس أراتواي Thomas Otway في مسرحيته «اليتيم» إلى أن حواء من أجل تفاحة أدانت البشر!

## الرمزية

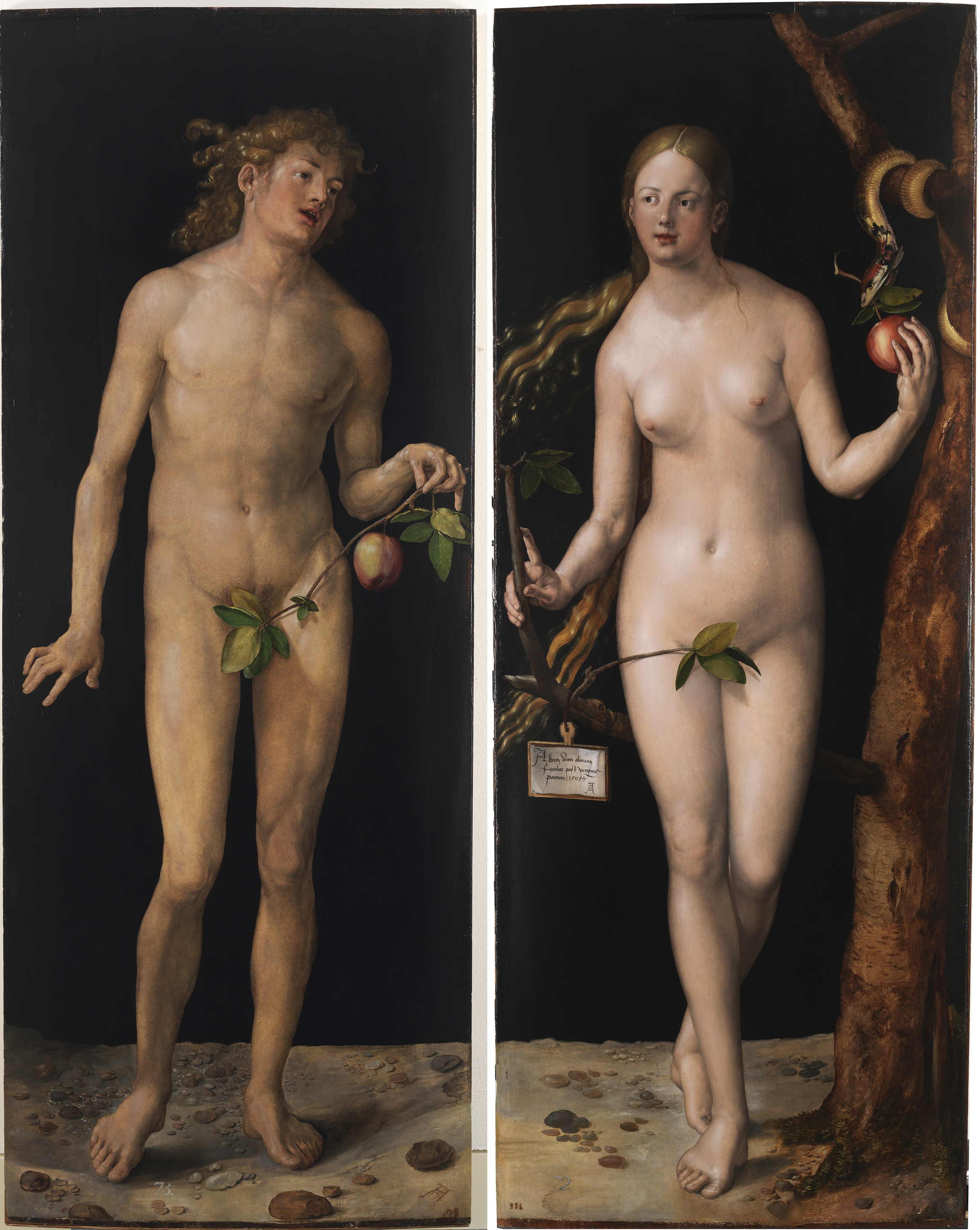
آدم وحواء: تصوير كلاسيكي للحكاية التوراتية تعرض التفاحة كرمز للخطيئة. Albrecht Dürer، 1507؛ زيت على اللوحة.

وكثيرا ما ترمز التفاحة الذهبية إلى المكافأة أو الجائزة. ففي الأساطير اليونانية أن هذه التفاحة الذهبية ألقيت في اجتماع للآلهة فأحدثت الخلاف والشفاق بينهم؛ إذ كانت مكافأة للآلهة التي تخطف قلب الشاب باريس وهو الذي قدمها إلى إلهة الجمال والحب والجنس: أفروديت. وكان من عادة الإغريق أن قذف تفاحة إلى شخص ما يعني دعوته للمعاشرة الجنسية. وكانت التفاحة، أو شجرة التفاح، مقدسة عند نمسیس Nemesis وأرتميس Artemis وأبوللو. وفي مسرحية «السحب» لأرسطو فانه ينصح الشباب بعدم التردد على بيوت «راقصات الجوقة». «أيها الشاب يُخشى عليك من عاهرة أو أخرى فقد تفغر فاهك هكذا إعجابا بها، وعندما ترميك بتفاحة تكون فيها النهاية».

## آلهة واساطير

### أبلليو
أبلليو Abellio إله الأشجار في ديانة الغال القديمة، ولا سيما جنوب وغرب فرنسا، ارتبط اسمه بصفة خاصة بأشجار التفاح.

### النور المبهر
إجلی Aegle أحد الهسبريد (أي المغرب) الذين يحرسون حديقة التفاحات الذهبية بجوار جبال أطلس - وهن حوريات المساء وعددهن ثلاث حوريات واسمهن إجلی (الضوء المبهر - أو المضيئة)، وأریشیا Erythia (أي الحمرا) وهسبراشوزا Hes- perarethusa (أي آرثوزا: المساء) إشارة إلى ألوان الشمس عند المغيب.

### تفاحة الشقاق

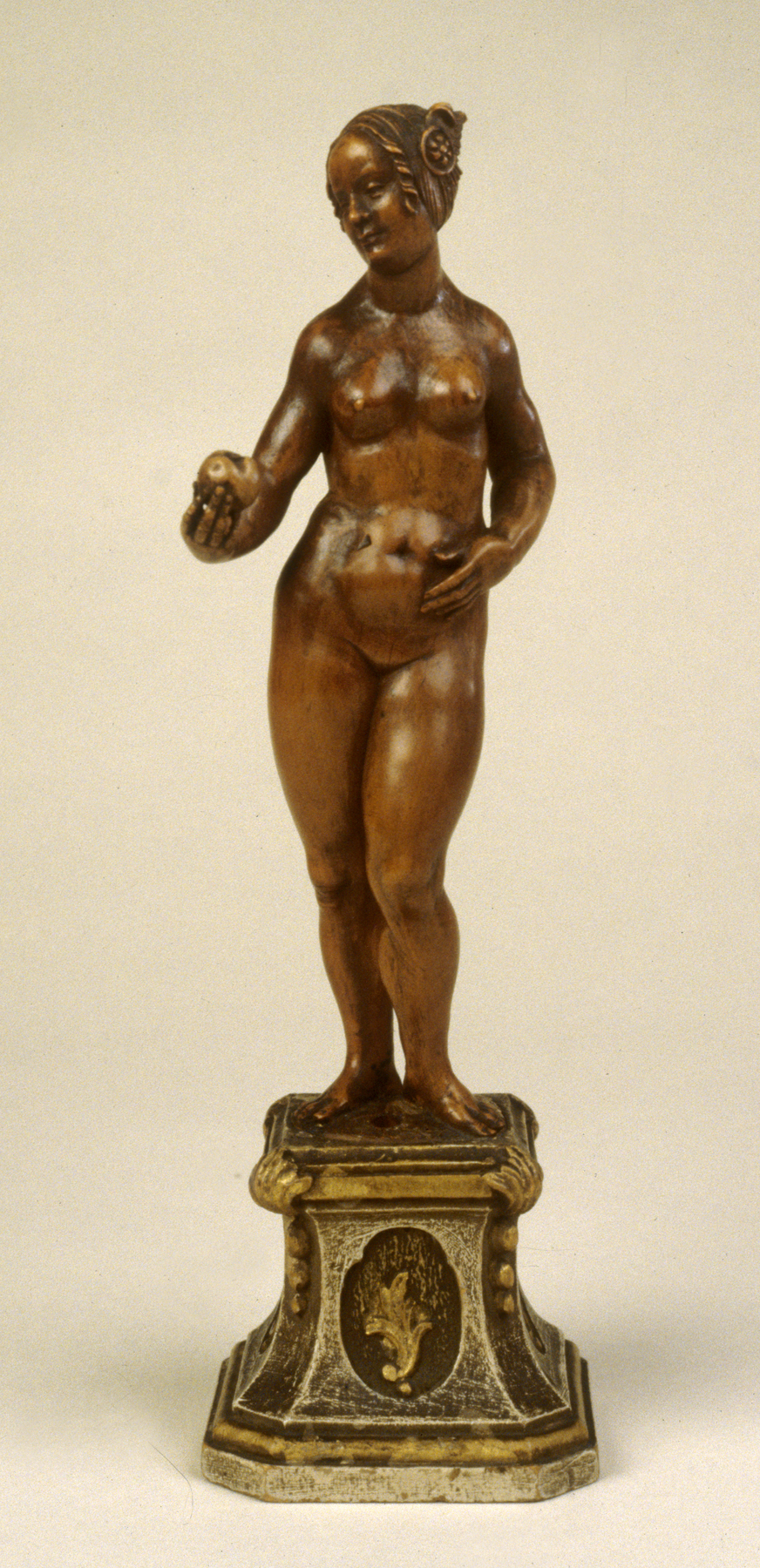
فينوس القابضة على تفاحة، دانيال ماوخ

تفاحة الشقاق Apple of Discord تفاحة ذهبية في الأساطير اليونانية منقوش عليها «إلى الأجمل» دحرجتها الإلهة إريس Eris إلهه الشقاق والنزاع عندما اجتمع الآلهة في حفل زفاف تثيس وبيليوس؛ لأنها لم تكن مدعوة إلى الحفل، وادعت كل من هيرا، وأثينا، وأفروديت أحقيتها للتفاحة لأنها الأجمل، ولم يستطيع أحد من الآلهة أن يحسم الخلاف بينهن، ولهذا اختار زیوس کبير الآلهة باريس الطروادي للحكم في هذا النزاع، فحكم بانها من حق أفروديت لأنها الأجمل، فوعدته أن تزوجه أجمل نساء العالم «هيلين» وكانت النتيجة حرب طروادة. وكانت القصة شائعة بين الفنانين يرسمونها تحت اسم «حکم باريس» من القرون الوسطى حتى القرن التاسع عشر.

### جزيرة التفاح
أفالون Avalon في حكايات الملك آرثر: أرض الموتی المباركين، حيث لا يزال الملك آرثر يعيش بينهم طبقا لبعض الروايات. ويرى بعض الباحثين أن كلمة أفالون مشتقة من ينز أفالون Yns Avalon (أو جزيرة أفالون) المملكة التي يعيش فيها إله السلت المسمی أفالاخ Avallach.